# Uus Talu
Uus Talu (zu deutsch „Der neue Hof“) war eine monatlich erscheinende Landwirtschaftszeitschrift im Estland der Zwischenkriegszeit. Sie erschien von 1925 bis zur sowjetischen Besetzung des Landes 1940.
Die in Tallinn herausgegebene Zeitschrift enthielt vor allem populärwissenschaftliche Artikel, z. B. über Pflanzenkunde, Gartenbau, Forstwirtschaft und Agrartechnik. Sie stand dem kleinbäuerlichen „Siedlerbund“ (Asunike Koondis) nahe.
Gründer und erster Chefredakteur war der mehrfache estnische Landwirtschaftsminister Theodor Pool (1890–1942). Chefredakteur der Zeitschrift war von 1928 bis 1937 der estnische Agronom und Politiker Karl Liidemann (ab 1936 estnisiert in Kaarel Liidak; 1889–1945).